# Myomyrus
Myomyrus is een geslacht van straalvinnige vissen uit de familie van de tapirvissen (Mormyridae).

## Soorten
- Myomyrus macrodon Boulenger, 1898
- Myomyrus macrops Boulenger, 1914
- Myomyrus pharao Poll & Taverne, 1967